# هيرمان يغر
هيرمان يغر (بالألمانية: Hermann Jäger)‏ (و. 1815 – 1890 م) هو عالم نبات، وحدائقي، وكاتب غير روائي من ألمانيا . ولد في مونشنبرنزدورف .
توفي في أيسناخ ، عن عمر يناهز 75 عاماً.